# Файєр Юрій Федорович
Юрій Федорович Фа́йєр (нар. 17 січня 1890, Київ — пом. 3 серпня 1971, Москва) — російський радянський диригент.

## Біографія
Народився 5 [17] січня 1890 року в Києві. Навчався в Київському музичному училищі (серед викладачів Казимир П'ятигорович).
З 1906 року грав на скрипці в різних оркестрах, в 1909—1910 роках займав місце концертмейстера і диригента Ризької опери, в 1914—1915 роках — артист оркестру Опери Зіміна. 1916 року прийнятий до Большого театру як артист оркестру та концертмейстер, в 1919 році дебютував як диригент. 1919 року закінчив Московську консерваторію по класу скрипки Г. М. Дулова.
У 1923—1963 роках — диригент балету Великого театру. Член ВКП(б) з 1941 року.

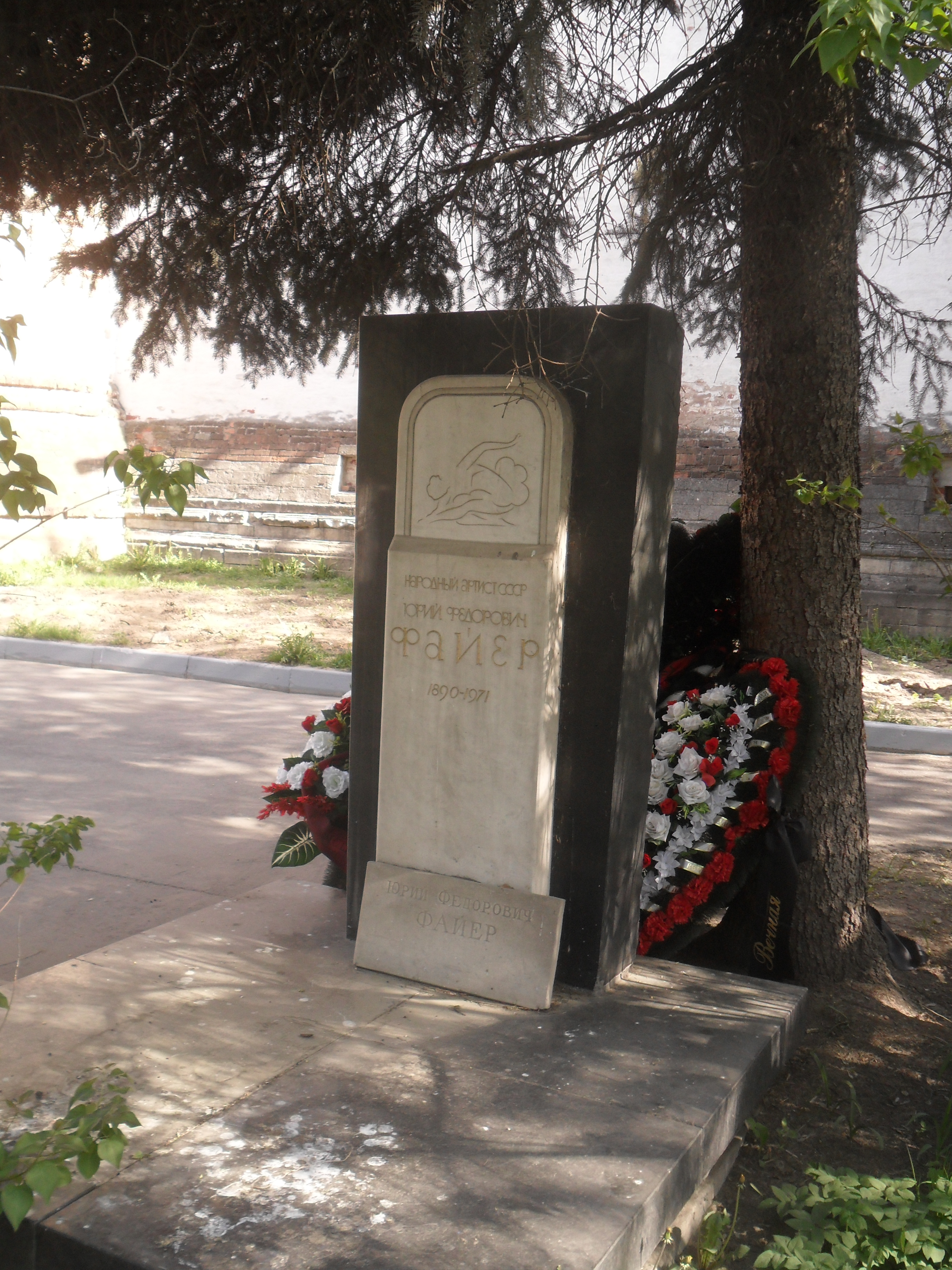
Могила Юрія Файєра

Помер 3 серпня 1971 року в Москві. Похований на Новодівичому кладовищі.

## Творчість
Брав участь у постановці балетів:
- «Червоний мак» Р. Глієра (1927);
- «Полум'я Парижа» (1933), «Бахчисарайський фонтан» (1936) Б. Асаф'єва;
- «Лелеченя» (1937), «Світлана» (1939) Д. Клебанова;
- «Тарас Бульба» В. Соловйова-Сєдого (1941);
- «Попелюшка» (1945), «Ромео і Джульєтта» (1946) С. Прокоф'єва;
- «Гаяне» (1957), «Спартак» (1958) А. Хачатуряна та інших.

Автор книги «О себе, о музыке, о балете».

## Відзнаки
- Звання:
  - Заслужений діяч мистецтв РРФСР з 1934 року;
  - Народний артист РРФСР з 1937 року;
  - Народний артист СРСР з 1951 року.
- Премії:
  - Сталінська премія другого ступеня (1941, за високу майстерність диригування балетами);
  - Сталінська премія першого ступеня (1946, за балет «Попелюшка» С. С. Прокоф'єва поставлений у 1945 році);
  - Сталінська премія першого ступеня (1947, за балет «Ромео і Джульєтта» С. С. Прокоф'єва поставлений у 1946 році);
  - Сталінська премія другого ступеня (1950, за балет «Червоний мак» Р. М. Глієра поставлений у 1949 році);
  - Премія фірми грамзапису «Chant du monde» за запис балету «Лебедине озеро» П. Чайковського.
- Ордени і медалі СРСР:
  - орден Леніна (1937);
  - два ордена Трудового Червоного Прапора (1951, 1959);
  - медаль «За доблесну працю у Великій Вітчизняній війні 1941—1945 рр.»;
  - медаль «За доблесну працю (За військову доблесть). В ознаменування 100-річчя з дня народження Володимира Ілліча Леніна»;
  - медаль «В пам'ять 800-річчя Москви».